# Óscar Cervantes
Óscar Cervantes Gisbert (Barcellona, 13 maggio 1969) è un ex cestista spagnolo.